# Championnat d'Irlande féminin de football 2025
Navigation
Édition précédente Édition suivante
La saison 2025 du Championnat d'Irlande féminin de football (Women's National League) est la quinzième saison du championnat. L'Athlone Town Association Football Club Ladies remet son titre en jeu. Le championnat passe de onze à douze équipes avec l'ajout du Waterford Ladies.

## Organisation
Le championnat oppose douze équipes et se dispute en matchs aller-retour lors de 22 journées.

## Participantes
Ce tableau présente les onze équipes qualifiées pour disputer le championnat 2025. On y trouve le nom des clubs, le nom des entraîneurs et leur nationalité, la date de création du club, l'année de la dernière montée au sein de l'élite, le nom des stades ainsi que la capacité de ces derniers.
| \| Dublin: · Bohemian · DLR Waves · Shamrock Rovers · Shelbourne FC · Dublin Peamount Cork City Wexford Youths Galway United Treaty United Athlone Town Sligo Rovers Waterford Ladies \| Localisation des clubs engagés dans le championnat. |
| Dublin: · Bohemian · DLR Waves · Shamrock Rovers · Shelbourne FC · Dublin Peamount Cork City Wexford Youths Galway United Treaty United Athlone Town Sligo Rovers Waterford Ladies                                                           |

| Nom du club                                   | Entraîneur      | Date de création | Dernière montée | Stade                         | Capacité |
| --------------------------------------------- | --------------- | ---------------- | --------------- | ----------------------------- | -------- |
| Athlone Town Association Football Club Ladies | Colin Fortune   | 2020             | 2020            | Athlone Town Stadium          | 5 000    |
| Bohemian Football Club Women                  | Alban Hysa      | 2020             | 2020            | Oscar Traynor Centre, Coolock | 1 000    |
| Cork City Women's Football Club               | Frank Kelleher  | 2011             | 2011            | Bishopstown Stadium           | 2 000    |
| DLR Waves Football Club                       | Laura Heffernan | 2012             | 2012            | Jackson Park                  | -        |
| Galway United Football Club                   | Phil Trill      | 2022             | 2023            | Eamon Deacy Park              | 5 000    |
| Peamount United Football Club                 | Emma Donohue    | 1983             | 2011            | Greenogue                     | 1 000    |
| Shamrock Rovers Ladies Football Club          | Collie O'Neill  | 1996             | 2023            | Tallaght Stadium              | 10 000   |
| Shelbourne Ladies Football Club               | Eoin Wearen     | 1994             | 2011            | Morton Stadium                | 4 000    |
| Sligo Rovers Football Club Women              | Steve Feeney    | 2021             | 2022            | Showgrounds                   | 5 500    |
| Treaty United Women's Football Club           | Sean Russell    | 2018             | 2020            | Markets Field                 | 5 000    |
| Waterford Ladies Football Club                | Gary Hunt       | 2025             | 2025            | RSC                           | 3 100    |
| Wexford Youths Women's Football Club          | Hugh Strong     | 2007             | 2011            | Ferrycarrig Park              | 2 500    |

## Compétition

### L'avant saison
La première information importante de l'inter-saison est le départ de Ciarán Kilduff entraîneur des championnes en titre. Il rejoint le championnat masculin pour prendre en main le Dundalk Football Club qui vient d'être relégué en First Division. Il est remplacé par Colin Fortune. Le club réussit toutefois à conserver l'essentiel de ses joueuses et devrait être en position de défendre son titre et en ajoutant en attaque l'internationale jamaïcaine Izzy Groves.
Côté joueuses, Stephanie Zambra a annoncé peu avant la fin du championnat 2024 l'arrêt de sa carrière. En janvier 2025 elle intègre le staff des Shamrock Rovers comme entraineuse de l'équipe féminine sous la direction de Collie O'Neill. Les Shamrock Rovers perdent plusieurs joueuses d'importance comme les internationales Amanda Budden la gardienne qui retourne à Peamount et Savannah McCarthy dont le contrat n'est pas reconduit. Mais la perte majeure est celui de la grande espoir du club, capitaine de l'équipe nationale des moins de 19 ans Lia O'Leary qui a signé en fin de saison 2024 chez les anglaises de Bristol City.
L'internationale irlandaise Ellen Molloy, en échec à Sheffield United, revient dans son club de Wexford
Waterford fait ses grands débuts dans le championnat. Jamais le club n'avait présenté une équipe féminine au niveau national. Sous la direction de Gary Hunt, l'équipe est composée de jeunes issues des équipes des moins de 19 ans et des moins de 17 ans, encadrées par quelques joueuses confirmées recrutées pendant l'inter-saison essentiellement dans les clubs de Wexford comme la gardienne Maeve Williams et de Cork avec Danielle Burke, Lauren Walsh et Lauren Egbuloniu.
Galway doit se passer de sa meilleure joueuse, Julie-Ann Russell qui a pris sa retraite après une saison de haute volée où elle a réussi à regagner une place en équipe nationale. Jenna Slattery a signé en Écosse aux Hearts of Midlothian. Dans le sens des arrivées, le club a réussi à recruter l'internationale irlandaise Niamh Farrelly pour stabiliser le milieu de terrain.
Peamount a de son côté parié sur une internationale croate Antea Guvo pour conduire son attaque.
Le club de Treaty annonce un âge moyen de ses joueuses de 20 ans avec comme tête d'affiche une de ses plus grande espoirs, Madison McGuane, qui n'a que 15 ans.
Une semaine avant le lancement de la compétition se déroule la Coupe du Président d'Irlande opposant les championnes en titre Athlone aux vainqueurs de la coupe d'Irlande Shelbourne. Ce sont les dublinoises qui l'emportent sur le score de 2 buts à 1.

### Les temps forts de la saison
C'est le Galway United Football Club qui est le premier leader du championnat. Sa large victoire 5-1 sur DLR  lui permet de devancer un trio constitué des championnes en titre, Athlone, Peamount et Treaty.
Le 12 mars, les Shamrock Rovers annoncent une signature de marque avec Ruesha Littlejohn, internationale irlandaise avec 87 sélections qui se trouvait sans club depuis son départ des London City Lionesses en janvier. Elle marque un but dès son premier match trois jours plus tard au Tallaght Stadium contre les championnes en titre Athlone Town Ladies.
Le 26 mars 2025, les dirigeants du Cobh Ramblers Football Club annoncent vouloir créer une équipe féminine pour poser leur candidature pour intégrer le championnat féminin dès 2026.
La dixième journée est amputée de trois annulations de match. Les rencontres devant se dérouler à Dublin sont reportées à cause d'une météo rendant impraticables les terrains. Une seule rencontre a lieu au sud de Dublin et voit la première victoire de la saison des DLR Waves.
Le 24 juillet, Collie O'Neill annonce sa démission et celle de son adjoint de son porte d'entraîneur des Shamrock Rovers. O'Neill était au club depuis la fin de 2022. C'est lui qui a construit l'équipe lors du retour du club dans le championnat irlandais. Deux jours plus tard, le club annonce qu'un intérim sera tenu par Stephanie Zambra qui avait intégré le staff à l'inter-saison.

### Classement
| Rang | Équipe                 | Pts | J  | G  | N | P  | Bp | Bc | Diff |
| ---- | ---------------------- | --- | -- | -- | - | -- | -- | -- | ---- |
| 1    | Shelbourne Ladies      | 36  | 15 | 12 | 0 | 2  | 47 | 13 | +34  |
| 2    | Athlone Town Ladies T  | 34  | 14 | 10 | 4 | 0  | 35 | 6  | +29  |
| 3    | Wexford Youths WFC     | 28  | 14 | 9  | 1 | 4  | 29 | 20 | +9   |
| 4    | Galway United          | 27  | 14 | 8  | 3 | 3  | 36 | 21 | +15  |
| 5    | Treaty United          | 25  | 15 | 8  | 1 | 6  | 26 | 26 | 0    |
| 6    | Shamrock Rovers Ladies | 24  | 15 | 7  | 3 | 5  | 30 | 18 | +12  |
| 7    | Bohemian Women         | 23  | 14 | 7  | 2 | 5  | 26 | 21 | +5   |
| 8    | Peamount United        | 14  | 12 | 4  | 2 | 6  | 14 | 17 | -3   |
| 9    | Sligo Rovers Women     | 11  | 15 | 3  | 2 | 10 | 10 | 32 | -22  |
| 10   | DLR Waves              | 10  | 15 | 3  | 1 | 11 | 14 | 38 | -24  |
| 11   | Waterford Ladies       | 9   | 15 | 3  | 0 | 12 | 13 | 39 | -26  |
| 12   | Cork City WFC          | 7   | 15 | 2  | 1 | 12 | 16 | 39 | -23  |

| Légende : Qualifications et relégations | Légende : Qualifications et relégations                                |
| --------------------------------------- | ---------------------------------------------------------------------- |
|                                         | Ligue des champions féminine de l'UEFA 2026-2027                       |
|                                         | T : Tenant du titre P : Promu C : Vainqueur de la Coupe d'Irlande 2025 |

### Résultats
| Résultats (▼dom., ►ext.)                                   | ATH | BOH | COR | DLR | GAL | PEA | SHA | SHE | SLI | TRE | WAT | WEX |
| Athlone Town Ladies                                        |     | 2-0 | 2-0 | .   | 1-1 | 4-0 | .   | .   | .   | 3-1 | 3-0 | 2-0 |
| Bohemian Women                                             | 2-2 |     | .   | 3-1 | 1-3 | .   | 0-1 | 2-7 | .   | 1-2 | 1-0 | 3-0 |
| Cork City WFC                                              | .   | 0-2 |     | .   | 2-4 | .   | .   | 0-2 | 4-0 | 1-3 | 4-2 | 0-4 |
| DLR Waves                                                  | 0-5 | 2-5 | 1-1 |     | .   | 2-1 | 1-4 | 0-4 | 1-0 | 0-2 | .   | .   |
| Galway WFC                                                 | 0-3 | .   | .   | 5-1 |     | 1-1 | 3-2 | .   | 4-2 | 1-3 | .   | 1-1 |
| Peamount United                                            | .   | .   | 2-0 | 3-2 | rep |     | 1-1 | 1-4 | .   | 4-1 | .   | .   |
| Shamrock Rovers Ladies                                     | 1-1 | rep | 2-1 | 0-1 | 1-2 | .   |     | .   | 0-0 | 4-1 | 7-1 | 2-3 |
| Shelbourne Ladies                                          | rep | 1-3 | 7-0 | .   | 2-1 | 1-0 | 1-2 |     | .   | .   | 2-1 | .   |
| Sligo Rovers Women                                         | 0-4 | 0-0 | 2-0 | .   | 1-3 | 1-0 | .   | 1-3 |     | .   | 0-2 | 0-3 |
| Treaty United                                              | 1-1 | .   | 3-2 | 1-0 | .   | .   | 1-2 | 1-3 | 3-0 |     | 2-0 | 1-4 |
| Waterford FC                                               | .   | 0-3 | 3-1 | 4-2 | 0-7 | 0-1 | .   | 0-4 | 0-2 | .   |     | .   |
| Wexford Youths                                             | 0-2 | .   | .   | 4-1 | .   | 1-0 | 2-1 | 1-6 | 5-1 | .   | 2-0 |     |
| - Victoire à domicile - Match nul - Victoire à l'extérieur |     |     |     |     |     |     |     |     |     |     |     |     |

## Statistiques

### Évolution du classement
| Journée →              | 1  | 2  | 3  | 4  | 5  | 6   | 7   | 8  | 9  | 10  | 11  | 12 | 13  | 14  | 15  | 16 | 17 | 18 | 19 | 20 | 21 | 22 |
| ---------------------- | -- | -- | -- | -- | -- | --- | --- | -- | -- | --- | --- | -- | --- | --- | --- | -- | -- | -- | -- | -- | -- | -- |
| Athlone Town Ladies    | 2  | 3  | 2  | 1  | 1  | 1   | 1   | 1  | 1  | 1   | 1   | 1  | 1   | 2   | 2   | .  | .  | .  | .  | .  | .  | .  |
| Shelbourne Ladies      | 8  | 5  | 3  | 2  | 2  | 2   | 2   | 2  | 2  | 2   | 2   | 2  | 2   | 1   | 1   | .  | .  | .  | .  | .  | .  | .  |
| Galway United          | 1  | 1  | 4* | 3* | 4* | 3*  | 3*  | 4* | 7* | 4*  | 4*  | 3* | 4*  | 4*  | 4*  | .  | .  | .  | .  | .  | .  | .  |
| Wexford Youths WFC     | 9  | 8  | 10 | 7  | 6  | 5   | 4   | 3  | 3  | 3   | 3   | 4  | 3   | 3   | 3   | .  | .  | .  | .  | .  | .  | .  |
| Shamrock Rovers Ladies | 5  | 4  | 1  | 5  | 5  | 6   | 6   | 5  | 4  | 5   | 5   | 5  | 5   | 5   | 6   | .  | .  | .  | .  | .  | .  | .  |
| Peamount United        | 2  | 7  | 7* | 9* | 9* | 7*  | 7*  | 7* | 6* | 7*  | 7*  | 7* | 8*  | 8*  | 8*  | .  | .  | .  | .  | .  | .  | .  |
| Treaty United          | 2  | 2  | 5  | 4  | 3  | 4   | 5   | 6  | 5  | 6   | 6   | 6  | 6   | 6   | 5   | .  | .  | .  | .  | .  | .  | .  |
| Bohemian Women         | 6  | 9  | 6  | 8  | 10 | 10* | 8*  | 8* | 8* | 8*  | 8*  | 8* | 7*  | 7*  | 7*  | .  | .  | .  | .  | .  | .  | .  |
| Cork City WFC          | 9  | 6  | 8  | 10 | 7  | 8   | 9   | 10 | 9  | 9   | 9   | 10 | 11  | 12  | 12  | .  | .  | .  | .  | .  | .  | .  |
| DLR Waves              | 12 | 12 | 12 | 12 | 12 | 12  | 12  | 12 | 12 | 12  | 12  | 11 | 9   | 9   | 10  | .  | .  | .  | .  | .  | .  | .  |
| Sligo Rovers Women     | 6  | 10 | 11 | 11 | 11 | 11  | 11  | 11 | 11 | 11  | 11  | 12 | 12  | 11  | 9   | .  | .  | .  | .  | .  | .  | .  |
| Waterford              | 9  | 11 | 9  | 6  | 8  | 9   | 10* | 9* | 8* | 10* | 10* | 9* | 10* | 10* | 10* | .  | .  | .  | .  | .  | .  | .  |

### Classement des buteuses
| Place              | Joueuse            | Club            | Buts |
| ------------------ | ------------------ | --------------- | ---- |
| Médaille d'or      | Kate Mooney        | Shelbourne      | 12   |
| Médaille d'argent  | Kelly Brady        | Athlone         | 10   |
| Médaille de bronze | Mackenzie Anthony  | Shelbourne      | 8    |
| 4                  | Ellen Molloy       | Wexford         | 8    |
| 5                  | Isabella Flocchini | Treaty          | 7    |
| 6                  | Emma Doherty       | Galway          | 6    |
| 7                  | Pearl Slattery     | Galway          | 4    |
| 8                  | Leah F Doyle       | Shelbourne      | 4    |
| 9                  | Amber Cosgrove     | Bohemians       | 3    |
| 10                 | Ruesha Littlejohn  | Shamrock Rovers | 3    |

- Toutes irlandaises, sauf mention contraire.

## Bilan de la saison
| Championnat d'Irlande féminin de football 2025        |       |
| Champion                                              |       |
| Coupes et trophées                                    |       |
| Vainqueur de la Coupe d'Irlande 2025                  | .     |
| Qualifications continentales                          |       |
| Ligue des champions féminine de l'UEFA 2026-2027      |       |
| Promotions et relégations                             |       |
| Promus en Championnat d'Irlande féminin de football   | Aucun |
| Relégués en Championnat d'Irlande féminin de football | Aucun |